# Tanarthrus alutaceus
Tanarthrus alutaceus är en skalbaggsart som först beskrevs av Leconte 1852.  Tanarthrus alutaceus ingår i släktet Tanarthrus och familjen kvickbaggar. Inga underarter finns listade i Catalogue of Life.